# NGC 7499
NGC 7499 is een lensvormig sterrenstelsel in het sterrenbeeld Vissen. Het hemelobject werd op 2 september 1864 ontdekt door de Duitse astronoom Albert Marth.

## Synoniemen
- UGC 12397
- MCG 1-59-5
- ZWG 406.7
- NPM1G +07.0508
- PGC 70608